# Лонсдејл (Минесота)
Лонсдејл (енгл. Lonsdale) град је у америчкој савезној држави Минесота.

## Демографија
По попису из 2010. године број становника је 3.674, што је 2.183 (146,4%) становника више него 2000. године.
| Група             | 2000.         | 2010.         |
| Белци             | 1.469 (98,5%) | 3.507 (95,5%) |
| Афроамериканци    | 3 (0,2%)      | 13 (0,4%)     |
| Азијати           | 2 (0,1%)      | 31 (0,8%)     |
| Хиспаноамериканци | 5 (0,3%)      | 62 (1,7%)     |
| Укупно            | 1.491         | 3.674         |